# Guillaume Le Bé
Guillaume Le Bé (Troyes, 1524 – Parigi, 1598) è stato un incisore e tipografo francese.
Detto anche Guillaume I, per distinguerlo dai figli e dai nipoti, fu anche fustellatore di caratteri di stampa.

## Biografia

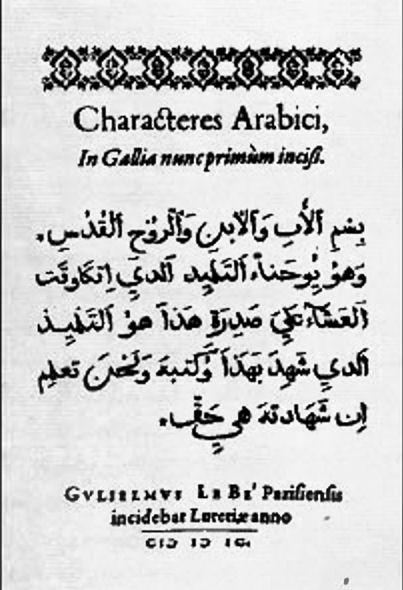
Primi caratteri arabi di Guillaume II Le Bé, 1599

I Le Bé erano produttori di carta a Troyes del XIV secolo. Guillaume si trasferì a Parigi intorno al 1540 e fu apprendista di Robert Estienne come incisore di punzoni e forgiatore. Nel 1545 si trasferì a Venezia, dove lavorò per Carlo Querini, Meir di Parenzo e Marcantonio Giustinian, proprietario di una stamperia specializzata in libri in caratteri ebraici. Poi andò a Roma, dove si trovava in occasione del Giubileo del 1550. Tornato a Parigi, si affermò come incisore e forgiatore di caratteri da stampa nel 1552 (nella casa della Grosse-Escriptoire, all'angolo di rues St-Jean-de-Latran e di rue St-Jean-de-Beauvais, e nella casa contigua, acquistata da lui e suo padre nel 1551 e nel 1572, e diresse la sua attività fino alla sua morte nel 1598. Ha lavorato per Claude Garamond, per cui ha inciso un carattere ebraico e, alla sua morte nel 1561, fu uno dei suoi esecutori testamentari e comprò gran parte dei suoi punzoni e matrici.
È stato anche fornitore della grande stamperia di Christophe Plantin, a Anversa, e partecipò come tale alla realizzazione della Bibbia poliglotta di Anversa (1568/1572). Anche se ha progettato eccellenti caratteri romani, è meglio conosciuto per i suoi caratteri tipografici orientali (greci, ebraici), tra cui una gamma di caratteri ebraici che saranno utilizzati sino al XVIII secolo. Tra il 1544 (presso Robert Estienne) e il 1592, incise diciannove caratteri ebraici. Lavorò anche per la maison Le Roy et Ballard (edizioni musicali, fondata nel 1552), dapprima nel 1555. La Biblioteca nazionale di Francia conserva un album comprendente anche esemplari di caratteri con delle annotazioni scritte di suo pugno.
Suo figlio Guillaume II († 1645), libraio, cartolibraio, forgiatore e occasionalmente stampatore, aumenta i font paterni di caratteri arabi, dal 1599 (primo in Francia), e in secondo luogo per conto di Guy Michel Le Jay e Antoine Vitré nella realizzazione della Bibbia poliglotta di Parigi (1628). Guillaume III († 1685) non lascia che figlie femmine. Nel 1730, le « demoiselles Le Bé » vendettero la fonderia a Jean-Pierre Fournier, fratello maggiore di Pierre-Simon Fournier.

## Guillemet
Dopo di lui simbolo tipografico virgolette speciali è chiamato guillemet. Anche se caratteri virgolettati chiamati „Guillemet“ sono stati utilizzati nel 1527 per la virgoletta, vi è il nome francese fino al 1677 nelle « Considérations en faveur de la langue françoise » (Considerazioni per la lingua francese) di Michel de Marolles. Risale all'omonimo Guillaume II Le Bé, l'introduzione della virgoletta che gli è stata attribuita erroneamente. Guillemet è un diminutivo per il nome Guillaume (in italiano: Guglielmo).